# Hild János-díj
A Magyar Urbanisztikai Társaság (MUT) 1968 óta Hild János-díjjal ismeri el a településfejlesztésben, illetve a településrendezésben kiemelkedő eredményt elérő személyek, illetve települések önkormányzatainak munkáját. 1996 óta a páros években a települési, páratlanokban pedig az egyéni Hild János-díjakat adják át. 2016-ig összesen 63 település, valamint 79 személy részesült ebben a kitüntetésben.

## A díj

### Elnevezése
A díj nevét Hild János építész után kapta, aki 1805-ben elkészítette Pest első általános rendezési tervét, amit az első magyar városrendezési tervként tartanak számon.

### Települések díjazása
A Magyar Urbanisztikai Társaság elnöksége által kiadott 1968-as alapító határozat szerint a díjat olyan települések nyerhetik el, amelyek korszerű urbanisztikai szemléletet alkalmazva hajtanak végre eredményes fejlesztéseket. A városok és községek nem egy-egy épülettel, vagy beruházással, hanem egy hosszabb fejlesztési folyamattal pályázhatnak. A győztes városok kötelesek az érem nagyított változatát köztéri szoborként, vagy emléktáblaként kihelyezni, több esetben a települések határában is megjelenik feliratként a névtábla mellett. Egy évben legfeljebb három település kaphatja meg a díjat, külön elbírálás alá esnek a 2000 fő alatti, a 2000–20 000 fős és a 20 000 fő feletti népességű városok.

### Személyek díjazása
Személyek esetében azoknak a munkásságát ismeri el, akik az urbanisztikai szemléletmódot követve értek el kiemelkedő szakmai, tudományos, oktatási, illetve társadalmi teljesítményt, valamint azokat is díjazzák, akik jelentős könyveket, cikkeket írnak az urbanisztika témájában. A MUT-ban végzett munkásság elismerésére is Hild-díjat adományoztak, a rendszerváltás után azonban külön díjat hoztak létre a szervezet munkatársainak, a Barna Gábor emlékérmet. A Hild-díjas személyek egy emlékérem és oklevél mellett pénzjutalmat is kapnak.
2005-ben volt 200 éves Pest Város Szabályozási Terve, melyet Hild János neve fémjelez. A Magyar Urbanisztikai Társaság Elnöksége ezért ezt az évet Hild János Emlékévnek nyilvánította.

## Díjazott települések listája
| Évszám | Település        | Kép | Indoklás |
| ------ | ---------------- | --- | --- |
| 1968   | Salgótarján      |     | A városközpont rekonstrukciója és a város fejlesztése |
| 1969   | Sopron           |     | A történelmi városközpont megújítása: korszerű lakókörülmények megteremtése a kulturális örökség megőrzése mellett                                          |
| 1970   | Székesfehérvár   |     | A város fejlesztése |
| 1971   | Győr             |     | Városfejlesztés és városrekonstrukció |
| 1972   | Debrecen         |     | Városfejlesztés |
| 1972   | Szombathely      |     | Városfejlesztés |
| 1973   | Budapest         |     | A főváros fejlesztése |
| 1974   | Gyula            |     | Városfejlesztés |
| 1975   | Zalaegerszeg     |     | Városfejlesztés |
| 1976   | Szekszárd        |     | Kommunális ellátás fejlesztése, sikeres iparosodás |
| 1976   | Kecskemét        |     | Szellemi centrummá fejlődés |
| 1977   | Szolnok          |     | Városfejlesztés, városkonstrukció |
| 1977   | Eger             |     | Városfejlesztés, települési hagyományok megőrzése |
| 1978   | Nyíregyháza      |     | Gyors ütemű és arányos fejlesztés |
| 1978   | Kőszeg           |     | Városfejlesztés, települési hagyományok megőrzése |
| 1979   | Szeged           |     | A gyors ütemű városfejlődést követni tudó városfejlesztés                                                                                                   |
| 1980   | Szentendre       |     | Harmonikus városfejlesztés, művészeti hagyományok őrzése és idegenforgalom-fejlesztés                                                                       |
| 1981   | Mátészalka       |     | Város építés és szépítés |
| 1981   | Nagykanizsa      |     | Színvonalasan kialakított új lakóterületek, nagy zöldfelületek                                                                                              |
| 1982   | Kazincbarcika    |     | Dinamikus és harmonikus városteremtő tevékenység |
| 1982   | Sárvár           |     | Harmonikus városfejlesztés |
| 1983   | Nagyatád         |     | Harmonikus városfejlesztés a várossá válás során |
| 1984   | Csongrád         |     | Harmonikus városfejlesztés |
| 1984   | Mezőhegyes       |     | Harmonikus városfejlesztés |
| 1986   | Pécs             |     | Harmonikus városfejlesztés, történelmi városközpont megújítása                                                                                              |
| 1987   | Ajka             |     | Emberarcú városteremtés |
| 1987   | Sárospatak       |     | Hagyományost és modernt ötvöző harmonikus fejlesztés |
| 1988   | Kiskunhalas      |     | Tervszerű, környezetkultúrát magas szinten megvalósító fejlesztés                                                                                           |
| 1989   | Pápa             |     | Műemlékjellegű épületek megóvása, restaurálása |
| 1989   | Mosonmagyaróvár  |     | Hagyományteremtő és őrző tevékenység |
| 1990   | Kaposvár         |     | A belváros rekonstrukciója |
| 1996   | Szentgotthárd    |     | Városfejlesztés a történelmi tragédiák árnyékában |
| 1996   | Ferencváros      |     | Kiemelkedő városrendezés, példaértékű tömbrehabilitáció |
| 1996   | Hódmezővásárhely |     | Kimagasló városfejlesztés a polgári szervezetek bevonásával                                                                                                 |
| 1996   | Tokaj            |     | Magas színvonalú települési környezet, harmonikusan összehangolva a városfejlesztéssel                                                                      |
| 1998   | Berettyóújfalu   |     | Tervszerű településfejlesztés, eredményes városépítő munka                                                                                                  |
| 1998   | Csenger          |     | Példaértékű városfejlesztés, igényes városi környezet |
| 1998   | Csurgó           |     | A működés és az esztétikai arculat igényes átalakítása |
| 1998   | Szerencs         |     | Tervszerű településfejlesztés, eredményes városépítő munka                                                                                                  |
| 1998   | Paloznak         |     | A Balaton-felvidék hagyományos faluképének megőrzése eredményes községrendezéssel. Az első község amely elnyerte a díjat                                    |
| 2000   | Barcs            |     | Kiemelkedő városfejlesztés |
| 2000   | Martfű           |     | Magas színvonalú városépítő és fejlesztő tevékenység |
| 2000   | Gyöngyös         |     | Magas színvonalú városépítő és fejlesztő tevékenység |
| 2000   | Heves            |     | Magas színvonalú városépítő és fejlesztő tevékenység |
| 2002   | Mohács           |     | Eredményes környezetátalakítási és településfejlesztési tevékenység                                                                                         |
| 2002   | Balatonboglár    |     | Településrendezési tervekkel megalapozott esztétikus városfejlesztés                                                                                        |
| 2002   | Hajós            |     | Korszerű urbanisztikai szemlélet a település irányításában, helyi értékek óvása                                                                             |
| 2004   | Gödöllő          |     | Több évtizedes céltudatos, példamutató, szakmailag megalapozott városépítés, közösségépítés és építészet                                                    |
| 2004   | Mórahalom        |     | Közintézmények fejlődése, a tanyavilág örökségének megőrzése                                                                                                |
| 2004   | Tapolca          |     | Szellemi, természeti és épített értékek védelme, eredményes településrendezési munkák és az új kihívásokra reflektálva szervezi lakosai életét és közéletét |
| 2006   | Nagyatád         |     | Emberarcú település megteremtése, műemlékek, helyi értékek megóvása, parkok gondozása és szobrok állítása                                                   |
| 2006   | Vasvár           |     | Települési hagyományok ápolása, épített értékek védelme, kistérségi szervező erő                                                                            |
| 2006   | Kötcse           |     | Épített és táji környezet megmentése, a teljes lakosság bevonása a harmonikus községfejlesztésbe                                                            |
| 2008   | Gyula            |     | A történelmi városközpont közterületeinek fejlesztése |
| 2008   | Balatonfüred     |     | A város egyéni arculatának megőrzése, európai színvonalú közösségi terek létrehozása                                                                        |
| 2010   | Hajdúböszörmény  |     | Harmonikus értékőrző fejlesztés |
| 2010   | Makó             |     | Következetes és összehangolt stratégiai fejlesztés |
| 2012   | Mosonmagyaróvár  |     | Színvonalas, integrált településfejlesztés |
| 2012   | XIII. kerület    |     | A kerület céltudatos, integrált, fenntartható stratégiai fejlesztése                                                                                        |
| 2014   | Budajenő         |     | Örökségtudatos településfejlesztés |
| 2014   | Nagykőrös        |     | Sokszínű, dinamikus középvárosi fejlődés |
| 2014   | Vác              |     | Értékelvű, koordinált városfejlesztés |
| 2016   | Józsefváros      |     | Következetes és sokszínű városfejlesztési munka és városmarketing                                                                                           |
| 2016   | Kisújszállás     |     | Tudatos és eredményes középvárosi fejlesztés |
| 2016   | Tihany           |     | Újszerű, integrált és sokszereplős stratégiai településfejlesztés                                                                                           |
| 2018   | XII. kerület     |     | Kimagasló, emberközpontú városfejlesztés |
| 2021   | X. kerület       |     | Integrált szemléletű, tudatos városrehabilitáció |
| 2021   | Kecskemét        |     | Stratégiai szemléletű, mintaértékű integrált településfejlesztés                                                                                            |
| 2022   | Szeged           |     | Tervszerű, összefüggő és fenntartható településfejlesztés, másodszorra nyerte el a város a díjat                                                            |

## Díjazott személyek listája[17]
- 2023 
  - Gerzánics Annamária (a balatoni települések közérdekű rendezéséért és szabályozásáért)
  - Németh Nándor (a leszakadó falvak felzárkóztató fejlesztéséért végzett elhivatott és innovatív szakmai munkásságáért)[18]
- 2021 
  - Alföldi György
  - Körmendy Imre
  - Lados Mihály (posztumusz)[19]
- 2019
  - Kovács Zoltán
  - Ongjerth Richárd[20]
- 2017
  - Bernáth Mihály[21]
- 2015
  - Lantay Attila
  - Philipp Frigyes
  - Schneller István[22]
- 2013
  - Aczél Gábor
  - Brenner János
  - Keresztes Sándor[23]
- 2011 
  - Albrecht Ute
  - dr. Locsmándi Gábor
  - dr. Lukovich Tamás[24]
- 2009 
  - András István
  - dr. Enyedi György
  - dr. Horváth Béla
- 2007 
  - Farkas Tibor
  - Koszorú Lajos
- 2005 
  - Meggyesi Tamás
  - Miklóssy Endre
  - Szilágyi Domokos
- 2003 
  - Berényi András (újpesti főépítészi tevékenységéért, következetes és kitartó munkájáért)
  - Hübner Mátyás (több évtizedes kimagasló tervezői, oktatói, szakmai közéleti munkásságáért)
  - Maróthy Győző (iskolateremtő tevékenységéért, amellyel sokrétű és elmélyült tudását, valamint tapasztalatát önzetlenül és hatékonyan tudta munkatársainak átadni)
- 2001 
  - Ágostházi László (több évtizedes oktatói, tervezői tevékenységéért)
  - Csaba Gyula (mintaértékű településrendezési munkáiért, amelyekre a racionális mérnöki megközelítés, a gazdasági és építészeti-térformálási szempontok együttes érvényesítése a jellemző)
  - Kemény Bertalan (kiemelkedő urbanisztikai munkásságáért, különös tekintettel a Falugondnoki hálózat létrehozásáért)
  - Dr. Kiss István (az urbanisztika érdekében kifejtett kimagasló, sokoldalú tevékenységéért, posztumusz)
- 1998 
  - Berényi Mária (kiemelkedő településrendezési tervező munkásságáért, példamutató urbanisztikai oktatói tevékenységéért)
  - Paksy Gábor (a Társaság rendszerváltás utáni sikeres megújulásáért, gazdasági megerősödéséért, különösen a hosszú távú jövő megalapozásáért a MUT elnökeként)
  - Virányi István (kimagasló városrendezői munkásságáért, különösen a kaposvári főépítészi munka példaszerű ellátásáért)
- 1997 
  - Dr. Baráth Etele (a hazai regionális tervezésben és annak szakmai irányításában végzett kiemelkedő tevékenységéért, valamint az urbanisztikai szemlélet következetes képviseletéért a Parlament munkájában)
  - József Dénes (egyetemi oktatói, szakirodalmi tevékenységéért, különös tekintettel a városesztétika kérdéseire, posztumusz)
  - Körmendy János (a győr-moson-sopron megyei főépítészi munkakör magas színvonalú ellátásáért és szakmai közéleti tevékenységéért)
  - Pásztor Béla (a Veszprém élén polgármesterként, 1965 óta kifejtett következetes várospolitikai, városépítő tevékenységéért)
- 1996
  - Feigl Ferenc (Barcs városközpontja példaértékű fejlesztésének végrehajtásáért)
  - Gömöry János (több évtizedes kimagasló pécsi főépítészi munkásságáért)
  - Molnár Attila (több évtizedes kimagasló, innovatív városrendezési tervezői munkásságáért)
- 1995 
  - Dr. Bors Zoltán (a Vas megyei kastélymentő program kezdeményezéséért és végrehajtásáért, általában a kultúrtörténeti értékek megmentéséért, valamint a magyar-osztrák területfejlesztési bizottság megalapozásáért)
  - Németh Miklós (húsz éven keresztül magas színvonalon végzett területfejlesztési, területrendezési szervezési munkájáért)
  - dr. Winkler Gábor (új szemléletű várostervezői tevékenységéért, mellyel sikerült a speciális „műemléki rekonstrukciós tervek” történeti szemléletét az érvényes városrendezési tervhierarchiába átültetni)
- 1990 
  - Dr. Stadler József (az urbanisztika területén kifejtett magas színvonalú tervezői és szakmai közéleti tevékenységéért)
  - Dr. Vidor Ferenc (az urbanisztika területén kifejtett kimagasló tervezői, oktatói és tudományos tevékenységéért, valamint az Urbanisztikai Továbbképző Tanfolyam megszervezéséért)
  - Jantner Antal (építésügyi és városfejlesztési miniszterhelyettesként az urbanisztikai szakma érdekében kifejtett tevékenységéért)

- 1989 
  - Füle Lajos (kiemelkedő tervezési, műszaki fejlesztési, tudományos kutatási munkásságáért)
  - Preininger Ferenc (Kőszeg város fejlesztésének érdekében kifejtett tevékenységéért tanácselnökként)
- 1988
  - Czinek Miklós (Szombathely város fejlesztése érdekében kifejtett reformer tevékenységéért a település tanácselnökeként)
  - Mező Mihály (Kecskemét város fejlesztése érdekében kiejtett tevékenységéért a település tanácselnökeként)
  - Dr. Radó Dezső (a környezetvédelem, azon belül a zöldfelületek védelmének érdekében kifejtett gyakorlati, oktatói és irodalmi tevékenységéért)
- 1987
  - Hamvas János (Nagyatád várossá fejlődése érdekében kifejtett kimagasló településpolitikai és igazgatási munkásságáért a város tanácselnökeként)
  - Dr. Mőcsényi Mihály (a tájrendezés és a zöldfelületgazdálkodás terén kifejtett több évtizedes eredményes kutató, oktató és gyakorlati munkásságáért)
- 1986
  - Barna Gábor (a településfejlesztésben több évtizeden át végzett kimagasló igazgatási, szakirodalmi és társadalmi munkájáért)
  - Dr. Horváth Béla (a településfejlesztésben – az építésigazgatásban, a szakirodalomban és a társadalmi szervezetekben – végzett több évtizedes kimagasló munkájáért)
- 1985
  - Paksy Gábor (a terület- és településfejlesztés terén kifejtett több évtizedes kiemelkedő tevékenységéért)
  - Dr. Springer Ferenc (a Velencei-tó fejlesztése érdekében végzett munkásságáért)
- 1984
  - Dr. Ács István (városfejlesztési munkásságáért Debrecen tanácselnökeként)
  - Dr. Korbonits Dezsőné (sokoldalú tevékenységéért a a városrendezési és építészeti tervezés terén)
- 1983
  - Mózes Pál (városfejlesztési munkásságáért Nagykanizsa tanácselnökeként)
  - Szilágyi Lajos (több évtizedes kiemelkedő településfejlesztési és közéleti munkásságáért)
- 1982
  - Brenner János ( oktatási és tervezői tevékenységéért a városépítés terén)
  - Fazakas Péter (példaszerű főépítészi munkájáért)
- 1980
  - Körmendi Klára (több évtizedes munkásságáért a településhálózatfejlesztés területén)
  - Varga Gyula (Tata tanácselnökeként végzett munkájáért a város fejlesztésében)
- 1979
  - Kismarthy Lechner Gyula (kimagaslóan eredményes városrendezői munkásságáért)
  - Dr. Perényi Imre (kimagasló közéleti, oktatási és várospolitikai tevékenységéért több évtizeden át)
- 1978 
  - Dr. Erdély Sándor (a várospolitika és a városgazdaság terén végzett kiemelkedő közéleti munkásságáért Sopron tanácselnökeként)
  - Dr. Korompay György (az urbanisztika terén végzett több évtizedes kiemelkedő oktató és kutató munkásságáért)
- 1977
  - Dr. Gonda György (várospolitikai és városigazgatási munkásságáért)
  - Dr. Preisich Gábor (elméleti és gyakorlati munkásságáért az urbanisztika területén és szerepvállalásáért Budapest fejlesztésében)
  - Dr. Sarlós István (a MUT élén (1966-1977) végzett várospolitikai tevékenységéért)
- 1976
  - Bakács Tibor (Tevékenységéért a település-egészségügy és az urbanisztika területén)
  - Mester Árpád (két és fél évtizedes városrendezési és tervezési tevékenységéért)
- 1975
  - Berczik András (kiemelkedő munkásságáért a városi közlekedés és urbanisztika területén)
  - Kustos Lajos (munkásságáért a gyakorlati városfejlesztésben)
- 1974
  - Granasztói Pál (tudományos és közéleti tevékenységéért az urbanisztika területén)
  - Tapolczai Jenő (sok évtizedes várospolitikai tevékenységéért Dunaújváros, majd Fejér megye tanácselökeként)
- 1973 
  - Heim Ernő (Budapest városépítésében végzett munkásságáért)
- 1972
  - Borsos József (városgazdálkodási, városüzemeltetési és egyetemi oktatói tevékenységéért)
  - Reile Géza (25 éves tevékenységéért Kecskemét tanácselnökeként , a város fejlesztéséért)
- 1971 
  - Dercsényi Dezső (kiemelkedő eredményeiért a városméretű műemlékvédelem terén)
  - Zsitva Tibor (munkásságáért a magyar várostervezésben)
- 1970
  - Perczel Károly (eredményes munkásságáért az urbanisztika, különösen a regionális tervezés területén)
  - Tilinger István (kimagasló eredményeiért a városfejlesztés terén)
- 1969 
  - Ormos Imre (úttörő munkájáért a kerttervezés és kertépítés terén)